# Древесная мышь
Древесная мышь (лат. Prionomys batesi) — вид грызунов, единственный в составе рода Prionomys из семейства незомиид (Nesomyidae). Питаются муравьями.

## Распространение
Вид распространён исключительно в трёх странах экваториальной Африки: Камерун, Конго, ЦАР.

## Описание
Мелкие грызуны, длина тела около 6 см и хвост до 10 см; в целом внешне похожие на землеройку. Волосы короткие, мягкие, коричневые. Уши маленькие и круглые. Верхние резцы узкие, без бороздок, оранжевые и короткие. Нижние резцы выступают вперед и заострены.
Ведут ночной образ жизни на деревьях. Prionomys питаются исключительно муравьями, преимущественно древесным видом Tetramorium aculeatum.
В 1966 году в ЦАР была издана почтовая марка с цветным изображением Prionomys batesi.